# 이실드 르 베스코
이실드 르 베스코(Isild Le Besco, 1982년 11월 22일~)는 프랑스의 배우이다.

## 작품 목록
- 몽 루아